# Municipio de Burbank
El municipio de Burbank (en inglés: Burbank Township) es un municipio ubicado en el condado de Kandiyohi en el estado estadounidense de Minnesota. En el año 2010 tenía una población de 566 habitantes y una densidad poblacional de 6,11 personas por km².

## Geografía
El municipio de Burbank se encuentra ubicado en las coordenadas 45°21′33″N 94°56′16″O / 45.35917, -94.93778. Según la Oficina del Censo de los Estados Unidos, el municipio tiene una superficie total de 92.67 km², de la cual 85,47 km² corresponden a tierra firme y (7,76 %) 7,19 km² es agua.

## Demografía
Según el censo de 2010, había 566 personas residiendo en el municipio de Burbank. La densidad de población era de 6,11 hab./km². De los 566 habitantes, el municipio de Burbank estaba compuesto por el 99,12 % blancos, el 0,35 % eran asiáticos y el 0,53 % eran de una mezcla de razas. Del total de la población el 1,24 % eran hispanos o latinos de cualquier raza.